# آتنا کارکانیس
آتنا کارکانیس (انگلیسی: Athena Karkanis) یک هنرپیشه اهل کانادا است. وی از سال ۲۰۰۳ میلادی تاکنون مشغول فعالیت بوده‌است.
از فیلم‌ها یا مجموعه‌های تلویزیونی که وی در آن‌ها نقش داشته‌است می‌توان به ماجراهای مرداک، اره ۴ و اره ۶ و سریال لیست پرواز اشاره نمود.